# Salgado Filho
Salgado Filho – miasto i gmina w Brazylii, w stanie Parana. Znajduje się w mezoregionie Sudoeste Paranaense i mikroregionie Francisco Beltrão.